# 5743 Kato
5743 Kato (1990 UW) là một tiểu hành tinh vành đai chính được phát hiện ngày 19 tháng 10 năm 1990 bởi Akiyama và Furuta ở Mishima.